# Gemeinde Kanal ob Soči

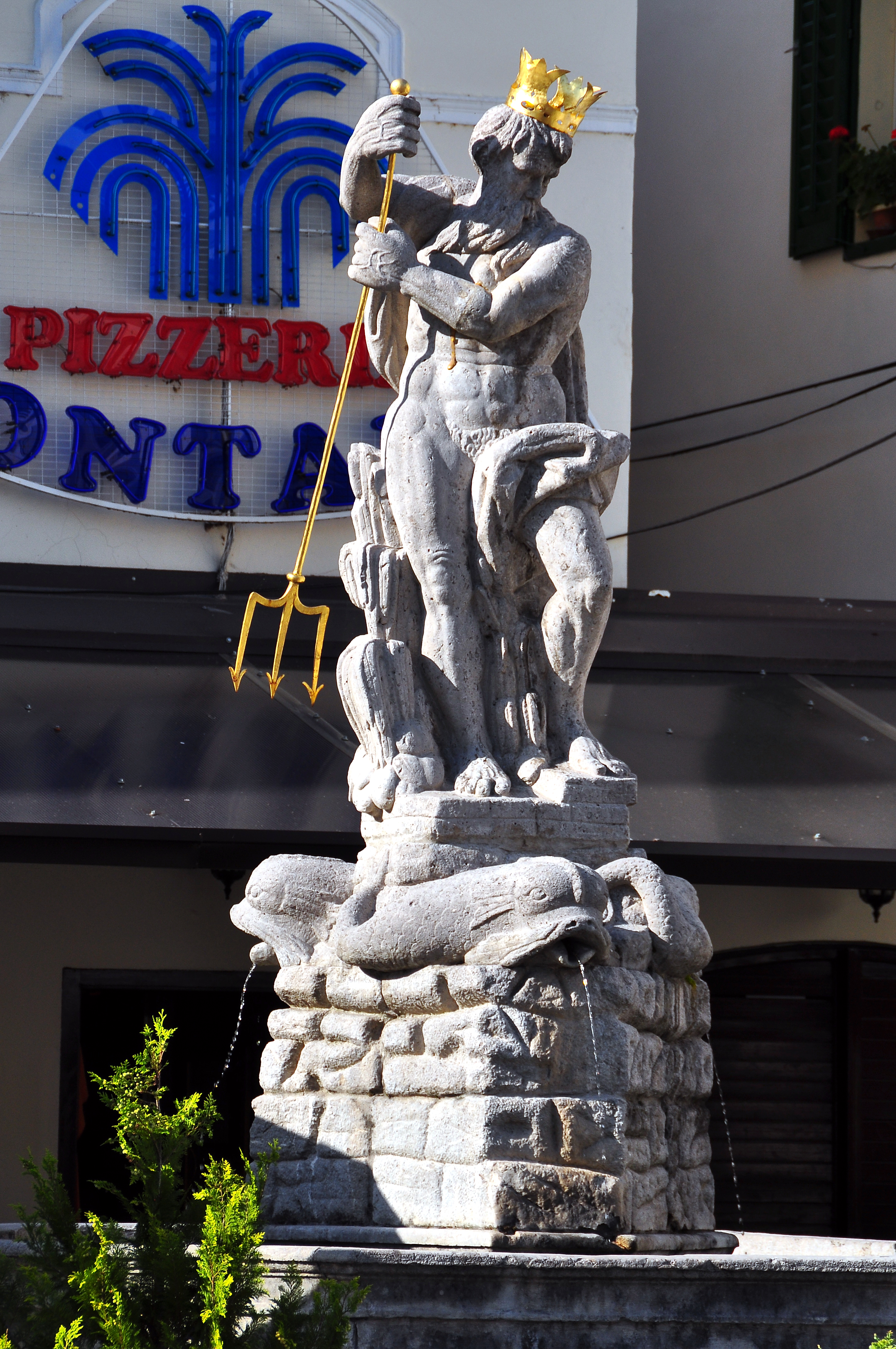
Neptun-Brunnen

Kanal ob Soči (italienisch: Canale d'Isonzo, deutsch: Kanalburg) ist der Name einer Gemeinde und deren namensgebenden Hauptortes in Slowenien. Sie liegt in der Region Primorska am Mittellauf der Soča (italienisch Isonzo) zwischen Tolmin und Nova Gorica im Grenzgebiet zu Italien. Der Hauptort Kanal liegt auf einer Seehöhe von 103 Metern über Normalniveau.  
Der Einfluss des milderen Mittelmeerklimas zeigt sich hier mit Zypressen und Feigenbäumen. Die malerische Siedlung reicht von den Soča-Ufern am Fuße der Hügellandschaft Kanalski Kolovrat hinauf zur Banjšice-Hochebene.

## Soča/Isonzo
Bei Kanal wäscht die Soča noch die letzten, wegen der starken Erosion ziemlich breiten Trogschluchten aus; sie sind 400 m lang, die engsten sind mit 20 m beim Ortsbeginn oberhalb der Brücke zu finden, die breitesten mit 60 m beim Austritt aus dem Ort: diese sind im Durchschnitt 10 m tief. der Durchfluss ist aber wegen des Wasserkraftwerks Plave oft sehr gering. Im Sommer werden hier Wettkämpfe im Springen von der Brücke veranstaltet.

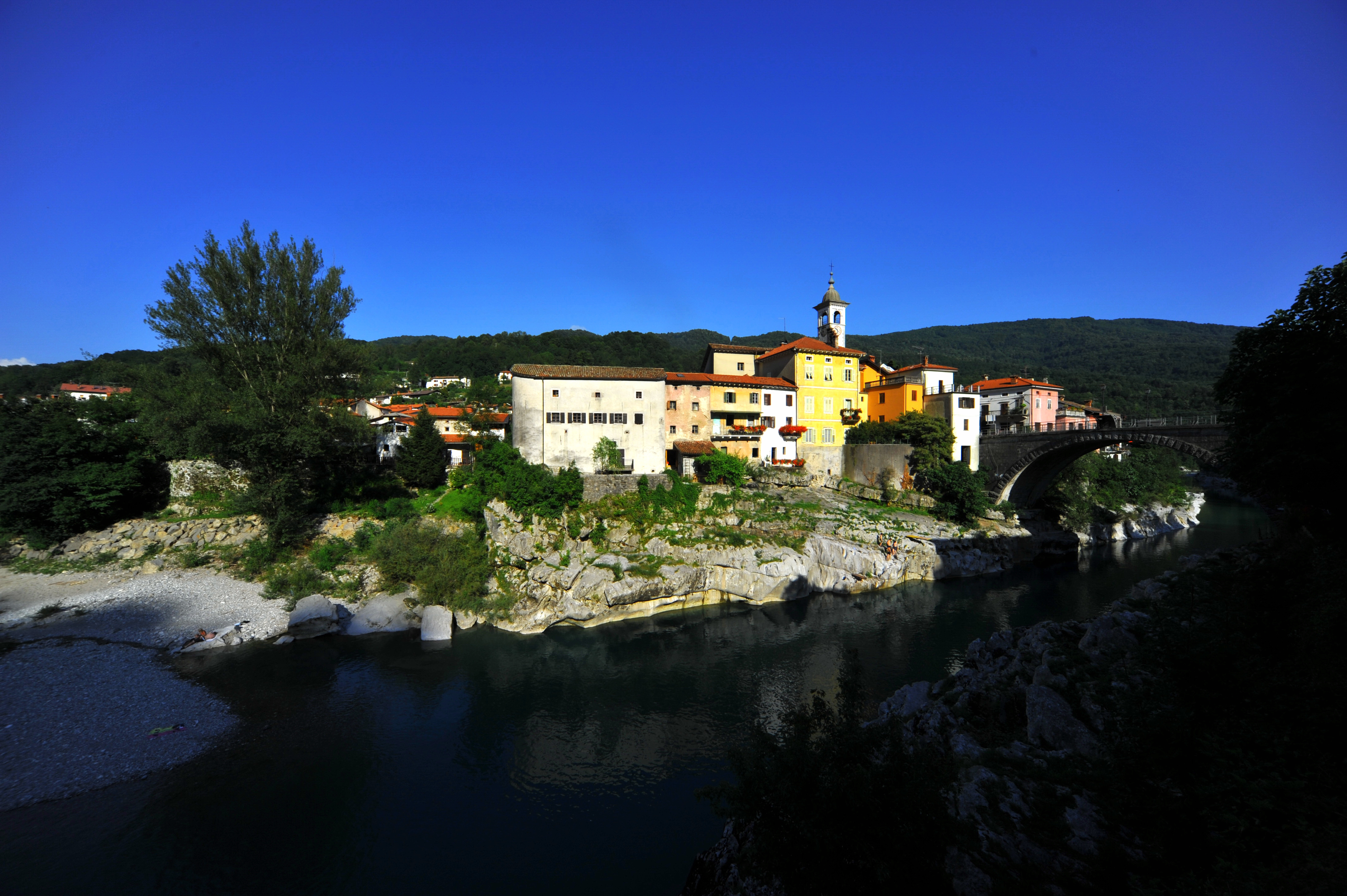
Ansicht vom gegenüber liegenden Soča-Ufer
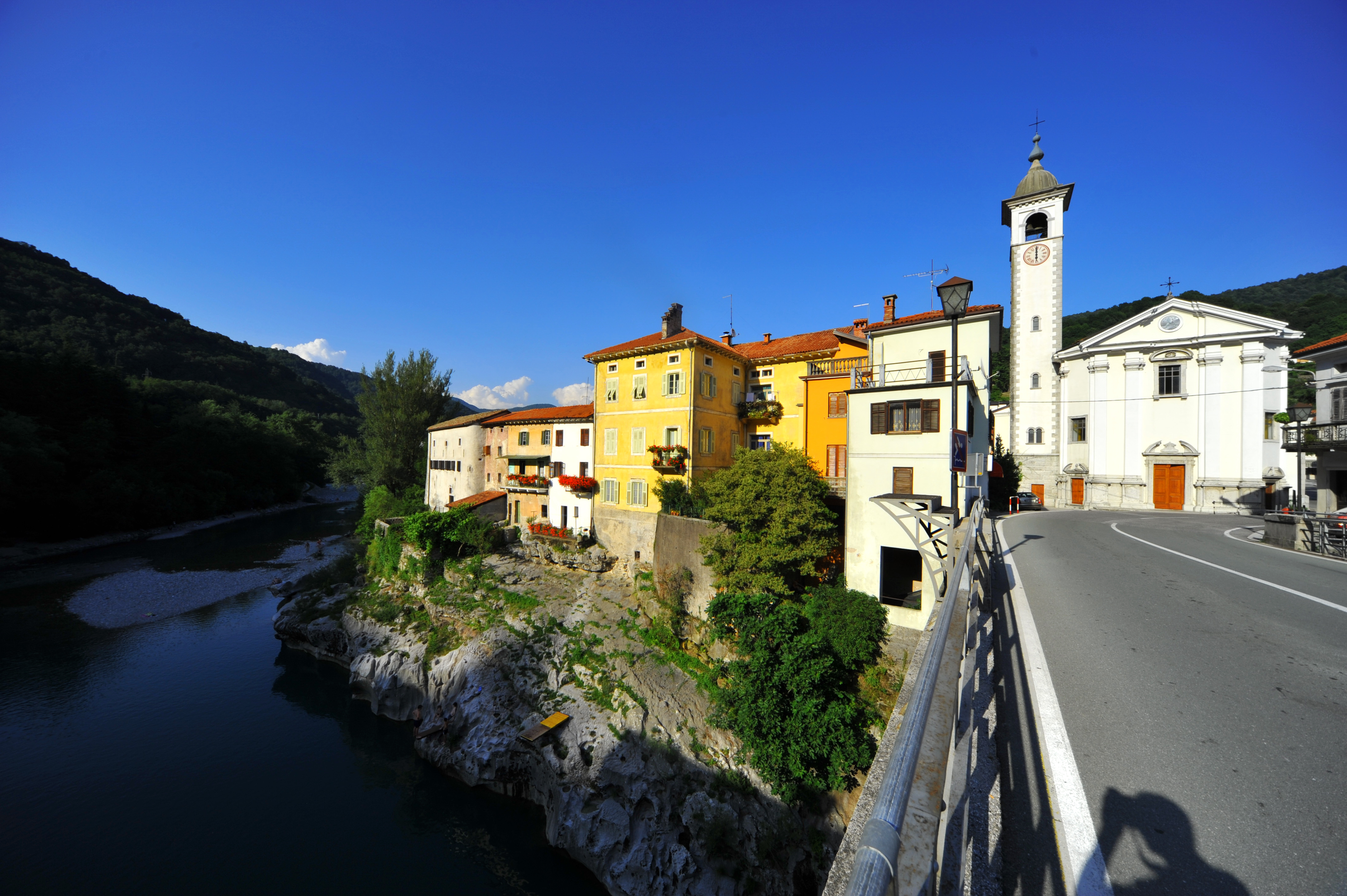
Ansicht von der Brücke
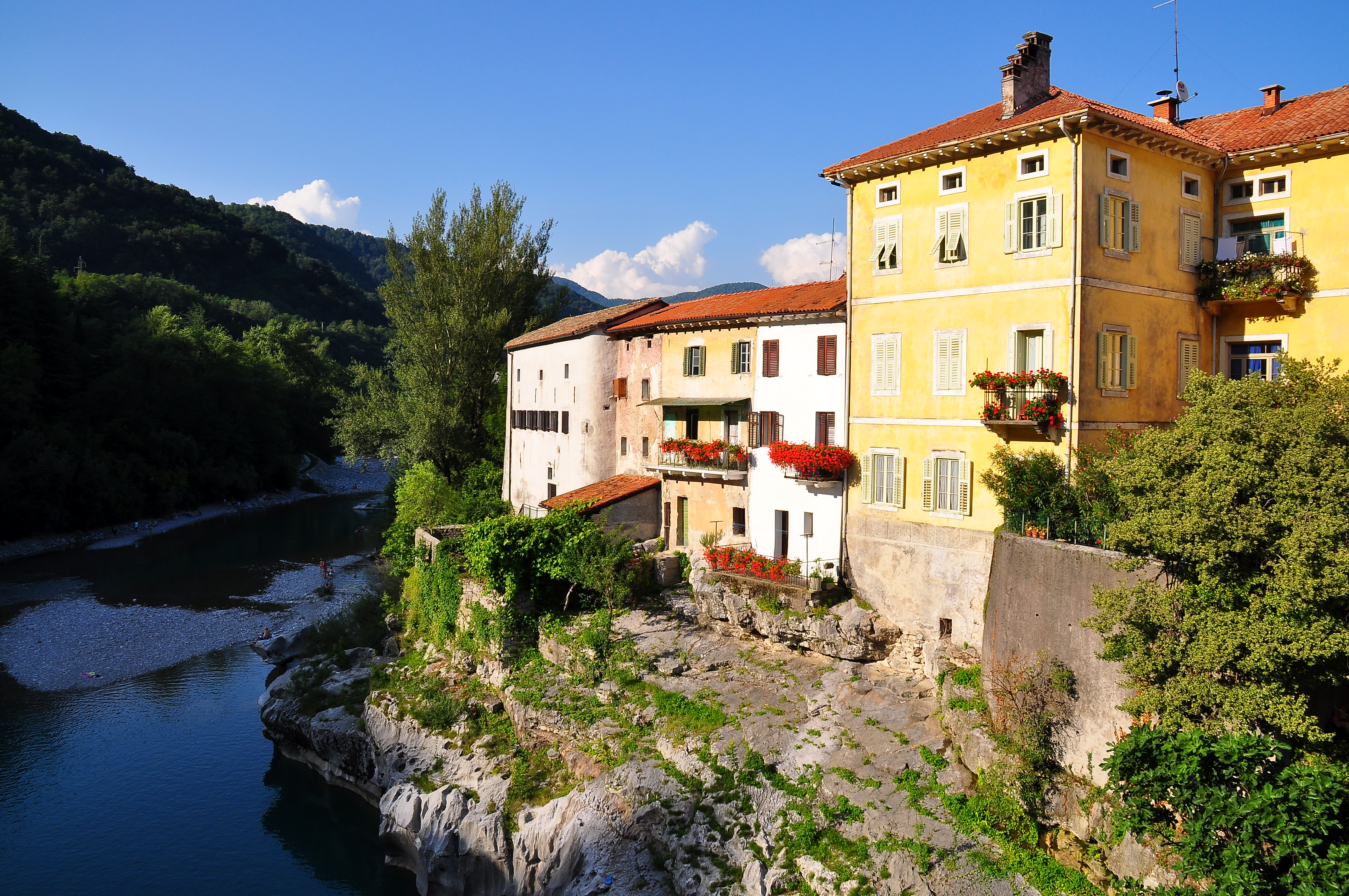
Häuser am Flussufer
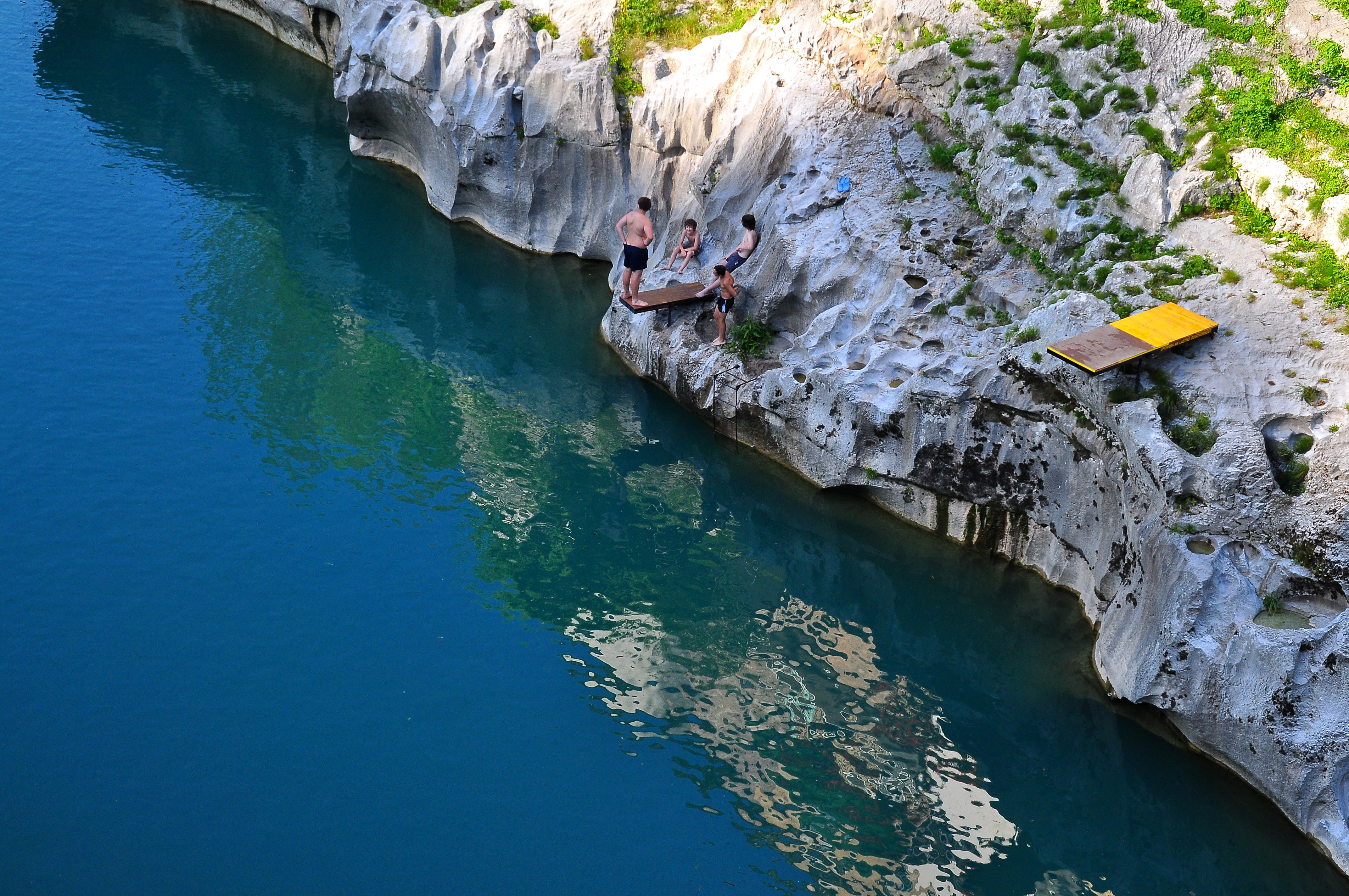
Vor einem Bad in der Soča

## Geschichte
Der Raum an den tiefen Mulden der Soča war schon in der Vorgeschichte besiedelt. Die Römer bauten an diesem strategisch wichtigen Punkt eine Brücke. Später werden am Ort 1264 eine Festung, 1336 der „Hof der heiligen Maria“, um 1350 die Brücke als der einzige Übergang über die Soča erwähnt. Die Ortschaft wurde durch den venezianisch-österreichischen Krieg 1615–1617 betroffen, sie war am großen Tolminer Bauernaufstand 1713 beteiligt. Während des Ersten Weltkriegs wurde sie stark zerstört.

## Ortsteile
| - Ajba, (deutsch: „Aiwa“) - Anhovo, („Anichau“) - Avče, („Auzza“/„Alsbach“) - Bodrež, („Wödriess“) - Deskle, („Deschel“) - Doblar, („Dobler“) - Gorenja vas, („Oberdorf“) - Kal nad Kanalom, („Kaal bei Kanalburg“) - Kambreško, („Sankt Gregorsberg“) - Kanal, („Kanalburg“) - Kanalski Vrh, („Bergauchen“) | - Kostanjevica pri Ligu, („Kostaniewitz“) - Krestenica, („Kerstenitz“) - Levpa, („Sankt Steffan“) - Lig, („Sankt Mariazell“) - Ložice, („Loschitz“) - Morsko, („Thurn am Sontig“) - Plave, („Plau“) - Ročinj, („Ronschein“) - Seniški Breg, („Woschenberg“) - Ukanje, („Wuchein“) - Zapotok („Amwert“) |

## Nachbargemeinden
| Italien | Italien, Tolmin                             | Tolmin      |
| Italien | Kompassrose, die auf Nachbargemeinden zeigt | Nova Gorica |
| Brda    | Brda, Nova Gorica                           |             |

## Wirtschaft und Infrastruktur
Beim Ortsteil Avče befindet sich das Pumpspeicherkraftwerk Avče.

## Sehenswürdigkeiten

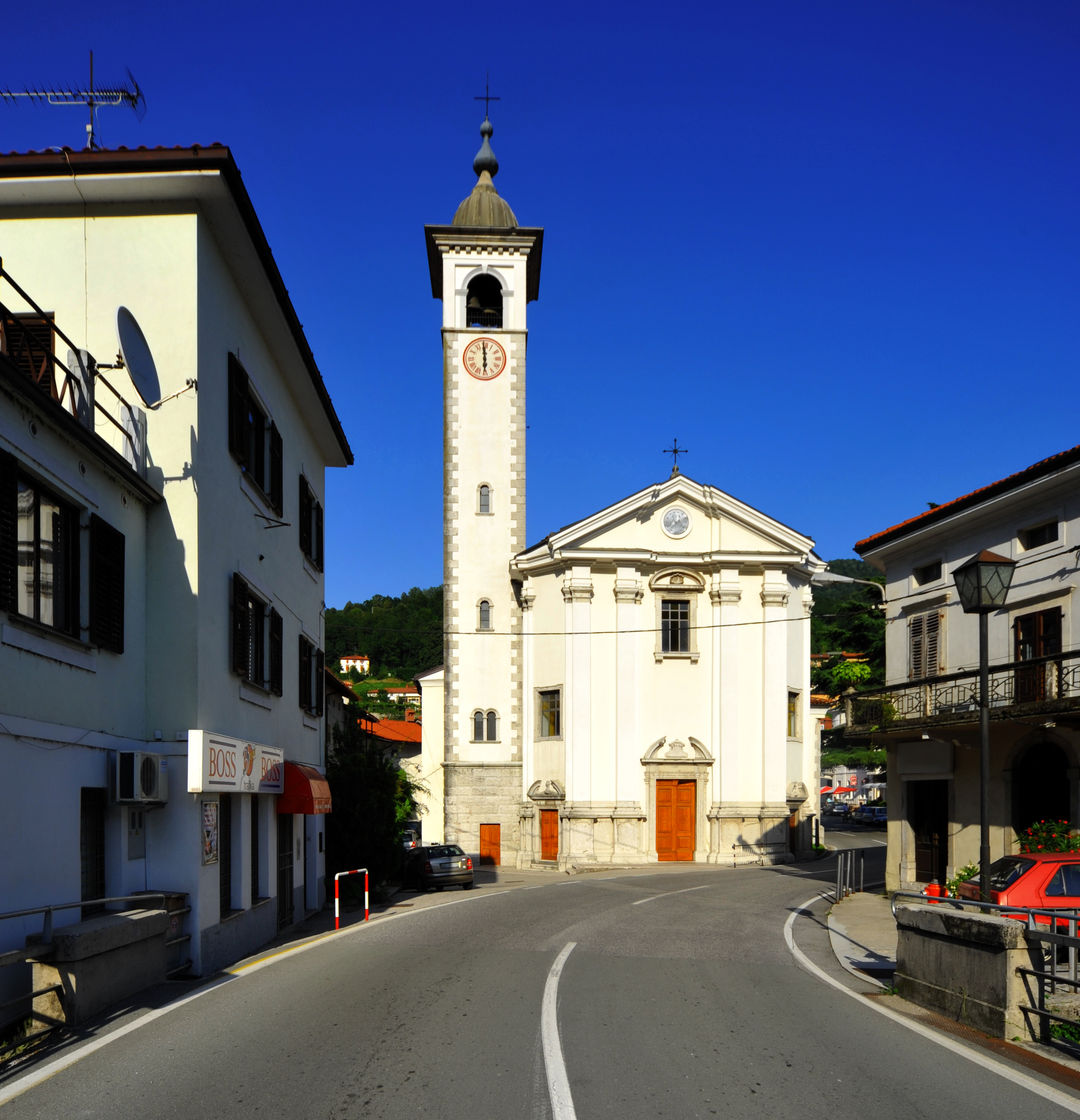
Pfarrkirche Mariä Himmelfahrt
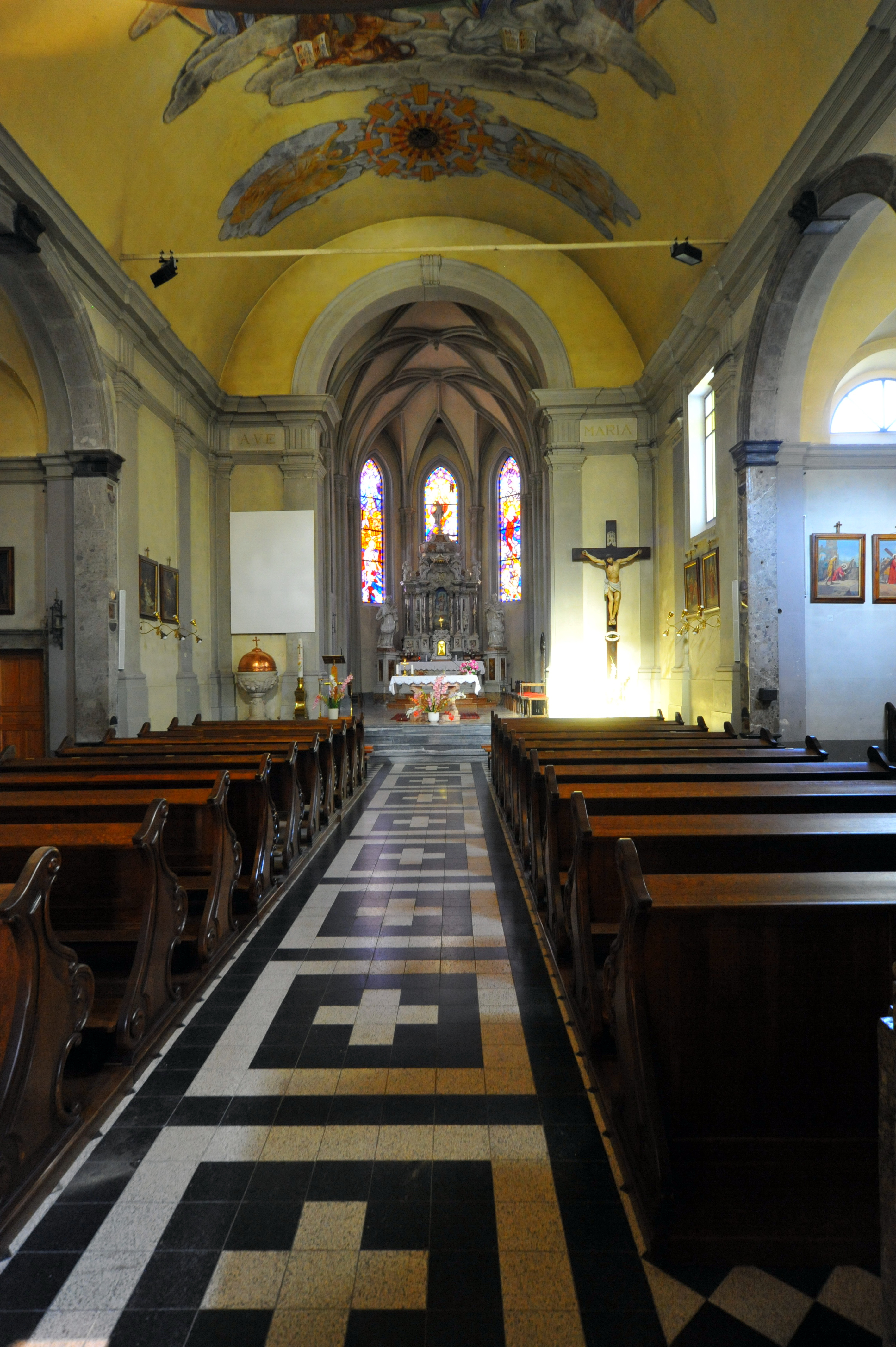
Kirchenraum

Der Kern der Siedlung war im Mittelalter von einer Ringmauer umgeben. Erhalten sind vier Türme der ehemaligen Ringmauer: einer ist heute Ausstellungsraum des einheimischen Malers Riko Debenjak. Der alte Stadtteil erstreckt sich auf einer schmalen Terrasse am linken Soča-Ufer und hat um den Hauptplatz „Na Placu“ (= Am Platz) und an der „Gasa“ (= Gasse) enge geschlossene Straßenzeilen. Auf dem Platz hinter der Kirche ein Neptun-Brunnen von 1815: er ist der bedeutendste Marktbrunnen in Slowenien. Im Park auf der Gegenseite steht eine Büste des einheimischen Alpinisten und kulturell tätigen Valentin Stanič (N. Pirnat): an der oberen Seite des Platzes eine Büste des Komponisten Marij Kogoj (B. Kalin).
Die Pfarrkirche Mariä Himmelfahrt (cerkev Marijinega vnebovzetja) mit erhaltenem gotischem Presbyterium (1430) wurde wahrscheinlich im 13. Jahrhundert erbaut. nach dem Brand 1632 barockisiert, eine nördliche und eine südliche Kapelle angebaut. Um 1790 erhielt sie die barocke Fassade und den eigenartigen Turm. Der Hauptaltar ist eine wertvolle venezianische Steinmetzarbeit von 1740.